# Bürgermedaille der Stadt Braunschweig
Mit der Bürgermedaille der Stadt Braunschweig für besondere Verdienste um die Förderung des Allgemeinwohls werden seit 1988 Einzelpersonen und Personenvereinigungen ausgezeichnet, die sich in besonderem Maße um die Belange der Stadt Braunschweig verdient gemacht haben. Entsprechende Vorschläge können jährlich vom Oberbürgermeister und von den Ratsfraktionen dem Rat der Stadt Braunschweig unterbreitet werden. Die Verleihung der Bürgermedaille findet in der Dornse des Altstadtrathauses statt.
Seit ihrer Stiftung wurde die Bürgermedaille in den ersten 13 Jahren bis zur Jahrhundertwende an 41 Einzelpersonen verliehen, danach bisher an 19 Einzelpersonen bzw. Personenvereinigungen. Zu den bisher Ausgezeichneten  gehören in vier Fällen als Eheleute miteinander verbundene Personen und in ebenfalls vier Fällen Personenvereinigungen.
Die Bürgermedaille wurde bisher an folgende Personen und Personenvereinigungen verliehen:
1988:
- Ingeborg Buchler (1915–2009)
- Phil Garner, Bath (†)
- Emmi Grevecke (* 1912; †)
- Richard Moderhack (1907–2010)

1989:
- Hermann Blenk (1901–1995) – Luftfahrtforschung
- Richard Borek (1911–1993)
- Nellie H. Friedrichs (1908–1994), New Rochelle, NY State – deutsch-jüdische Versöhnung
- Heinz Müller (* 1920; †) – Gewerkschafts- und Sozialarbeit
- Brunhilde Vanauer (* 1924; †) – Pflegekinder

1990:
- Helmut Behn (* 1920; †) – Schiedsmann, Schöffe, Jugendarbeit
- Albert Böker (* 1897; †) – Lehrer- und Schülerbildung, Schulgarten
- Irmgard Brandes (* 1911; †) – Seniorenarbeit
- Kurt Seeleke (1912–2000) – Denkmalschutz, Wiederaufbau
- Wilhelm Staake (* 1919; †) – Jugendarbeit, Sportförderung

1991:
- Walter Graupe (* 1910; †) – Gewerkschaftliche Bildungs- und Seniorenarbeit
- Wolf Horenburg (* 1934) – Sportförderung
- Käte Ralfs (1898–1995) – Förderung der bildenden Kunst

1992:
- Martin Aßmann (1931–2018) – Förderkreis zur Unterstützung der Spätaussiedler
- Irmgard Dannenbaum (* 1911; †) – Krankenhausbücherei
- Karl Heinrich Olsen (1908–1996) – Braunschweigische Wissenschaftliche Gesellschaft

1993:
- Franziska Alwes (* 1910; †) – Arbeiterwohlfahrt
- Kurt Höweler (1932–2016) – Vorsitzender des Kunstvereins Braunschweig
- Alex Potok, Kiryat Tivon (1925–2017) – Städtefreundschaft Braunschweig – Kiryat Tivon
- Robert Wandert (* 1909; †) – Ratsherr, Bürgermitglied, Aufbau des Sportvereins Freie Turnerschaft Braunschweig

1994:
- Eheleute Werner Bollmann (* 1929; †) und Ingeburg Bollmann (* 1929) – 25 Jahre Seniorenarbeit
- Thomas Dexel (1916–2010) – Leiter der Formsammlung der Stadt Braunschweig ab 1955
- Rolf Hagen (1922–2009) – Verdienste um das Kunstgeschehen
- Gunther Schänzer (1938–2020) – Verdienste um die Luft- und Raumfahrt

1995:
- Gabriele Müller (geb. Westphal; * 1940) – Verdienste um die Tage Neuer Kammermusik
- Hans-Joachim Kreth (* 1917) – Einsatz im Tier- und Umweltschutz

1996:
- Adele Kiegeland, Leiferde (* 1913) – Ehrenamtliche Seniorenarbeit
- Margit Kröber-Cherkeh, Salzgitter (* 1942) – Verdienste um die Chormusik an St. Aegidien
- Dieter Welzel, Veltheim (1929–2019) – Verdienste um die Hochschule für Bildende Künste Braunschweig

1997:
- Dietrich Mack (1913–2001) – Verdienste um die wissenschaftliche Genealogie und um die Inschriften der Stadt Braunschweig
- Ursula Wiegmann (* 1938; †) – Einsatz für Rheumakranke
- Johannes Wiese (* 1921; †) – Verdienste um die Förderung der Bibliotheken, den Verein tv minerva und den Förderverein OK TV Braunschweig

1998:
- In diesem Jahr erfolgte keine Verleihung

1999:
- Otto Brandes (1931; †)
- Bernd Rebe (1939–2013), Cremlingen – Präsident der Technischen Universität Braunschweig von 1983 bis 1999
- Therese Sauter (* 1932)

2000:
- Helmut Kruse (1936–2009) – Kantor am Braunschweiger Dom und Gründer der Domsingschule von 1976 bis 1999
- Mirzeta Prusac (* 1949; †)

2001: (Personenvereinigungen)
- Stiftung Wohnen und Beraten, Tagestreff IGLU
- Städtisches Klinikum – Patientenbüchereien
- Förderkreis zur Unterstützung der Spätaussiedler e. V.
- Schaustellerverband Braunschweig e. V.

2002:
- Roswitha Barden (* 1940)
- Heinz Friedrich (* 1930; †)
- Eheleute Friedmund Melchert (* 1926) und Annemarie Melchert (* 1934)

2003:
- Eheleute Gisela Wilkening (* 1947) und Günter Wilkening (* 1944) – Engagement im internationalen Jugendaustausch

2004: Die im Jahre 2004 ausgesprochene Verleihung erfolgte tatsächlich erst im Jahre 2005.
- Norbert M. Massfeller, Lehre (* 1946) – Ehem. Vorstandsvorsitzender der Volkswagen Financial Services

2005:
- In diesem Jahr erfolgte keine Verleihung

2006: Die für das Jahr 2006 ausgesprochene Verleihung erfolgte tatsächlich erst im Jahre 2007.
- Horst Henning Albrecht (* 1940) – Ehrenamtlicher Ornithologe, Vogel-Registrierung im Naturschutzgebiet Riddagshausen für die Vogelwarte Helgoland
- Walter Meyer (* 1936) – Kommunalpolitisches Engagement, Einsatz für den Umzug der Reiterstandbilder vor das Braunschweiger Schloss
- Ilsabé Schwarz (* 1948) – Selbsthilfegruppe Neue Armut/Zuversicht der Kreuzgemeinde Alt-Lehndorf
- Marion Tacke, Peine (* 1957) – Erziehungs-, Familien- und Jugendberatung

2007–2009:
- In diesen Jahren erfolgte keine Verleihungen

2010:
- Eheleute Hans-Joachim Bönsch, Wolfsburg (1928–2012) und Elisabeth Bönsch, Wolfsburg (* 1941) – Kunststifter
- Uwe Fritsch (* 1956) – Betriebsratsvorsitzender von Volkswagen Braunschweig

2011–2014:
- In diesen Jahren erfolgten keine Verleihungen

2015:
- Roswitha Goydke – Aufbau der Projekte „Braunschweiger Schulbesuche“ und „Präventionsnetzwerk Kinderarmut“[4]
- Udo Klitzke – Gründung der „Regionale Entwicklungsagentur für Südostniedersachsen“ sowie „Projekt Region Braunschweig“
- Ehepaar Sabine Kluth und Jens Schütte – Mitarbeit beim Allgemeinen Deutschen Fahrrad-Club (ADFC) und Ausbau des Radverkehrs(netzes) in Braunschweig
- Adalbert Wandt – Gründung der „Wirtschaftsjunioren“ und des „Vereins 1998 für Unfallverhütung und die Unterstützung junger Menschen“

2016:
- Franziska Dickschen
- Barbara Weinert
- Bernd Hoppe-Dominik
- Heinz Kaiser
- Willi Meister (1942–2020) – Engagement für das Ringgleis, Gründungsmitglied von AntiRost und der Braunschweiger ZeitSchiene[5]
- Ernst-August Roloff

2017:
- Manfred Weiß
- Carl Langerfeldt
- Gerhard Baller
- Refugium Flüchtlingshilfe e. V.

2018:
- Barbara Rackwitz
- Christa Neumann
- Peter Lehna, Hanns-Bernd de Wall und Thomas Renneke
- Kristine Schmieding

2019:
- Wolfgang Niemsch
- Regina Olshausen
- Sebastian Wertmüller
- Cura e. V.

2020: Die für das Jahr 2020 ausgesprochene Verleihung erfolgte pandemiebedingt tatsächlich erst im Jahre 2021.
- Eckhard Schimpf
- Inka Schlaak
- Das Braunschweiger Forum – der „Verein zur Förderung bürgernaher Stadtplanung e. V.“
- Das Mütterzentrum Braunschweig e. V./ MehrGenerationenHaus

2021:
- Joachim Roth
- Heike Blümel
- Stratum 0 e. V.
- Christian Eitner

2022:
- Gunhild Salbert – Einsatz für interreligiösen Dialog der drei großen Religion
- Bernd Assert – Gestaltung der Braunschweiger Tafel
- Wolfgang Wiechers – Einsatz für gemeinschaftliches Wohnen
- Freie Ukraine Braunschweig e. V. – Humanitäre Hilfe für Geflüchtete und zentrales Bindeglied für Ukrainer
- If a Bird e. V. – Ermöglichung der Teilhabe von weniger privilegierten Jugendlichen an Kultur und Politik
- Imkerverein Braunschweig – Naturschutz, Landschaftspflege, Schulungen, Nachwuchsförderung und Bienenforschung

2023:
- Gerd Hoppe – Aktivitäten im Umwelt- und Naturschutz
- Nicole Kumpis – Einsatz für Akzeptanz und Respekt in der Flüchtlingshilfe
- Imrie Shashivari – Einsatz für freies und selbstbestimmtes Leben von Frauen insbesondere mit Flucht- und Migrationsgeschichte
- Eva Stassek – Einsatz für Bildungsarbeit, insbesondere mit Jugendlichen
- Hayri Aydin – Gründung des Rates der Muslime 2011
- Weihnachten für alle e. V. – Einsatz für wohnungslose oder anderweitig hilfsbedürftige Menschen

2024:
- Hennig Brandes – Einsatz für Naturschutz, Wasserverbände und Umweltpolitik
- Gerda Brodmann-Raudonikis – Gestaltung interkultureller und inklusiver Tanzprojekte
- Hans Golmann – Einsatz für ambulante Altenpflege und Demenzbetreuung
- Ulrich Römer – Einsatz für Gemeinschaftsarbeit und soziales Miteinander
- Ulrich Schade – Gestaltung der Gedenkstätte Friedenskapelle und Friedenspfad